# Gabriel Sancha
Gabriel José Sancha y Sanz (Madrid, 18 de marzo de 1746-13 de marzo de 1820) fue un editor, impresor y encuadernador español. 

## Biografía
Hijo primogénito de Antonio Sancha, en 1760 marchó a París para aprender el oficio de encuadernador pensionado por Carlos III, que en 1766 lo nombró encuadernador de cámara. Tras algún otro viaje a Francia, Inglaterra y Países Bajos, a la muerte de su padre en 1790 heredó junto a su hermano Manuel (quien tuvo su propia imprenta en Madrid, activa entre 1783 y 1785) la imprenta paterna. Siete años después, los dos hermanos separaron sus caminos, siguiendo Gabriel con el negocio paterno, tras mudarse a la calle del Lobo de la capital. 
Continuó la tarea de su ilustre progenitor y aunque no alcanzó su nivel, sus ediciones del Quijote, con estudio inicial y biografía del autor por Juan Antonio Pellicer, siguen contándose entre las más bellas jamás realizadas, por la corrección del texto, calidad de las ilustraciones y belleza de la tipografía. En el corto espacio de tres años sacó dos ediciones de la obra cervantina, la primera en cinco tomos en 8º entre 1797 7 1798, ilustrada con treinta y siete estampas por dibujos de Agustín Navarro, José Camarón Bonanat, Rafael Jimeno y Luis Paret, grabados por Pierre Duflos, Marie-Élisabeth Thibault (Madame Duflos) y Juan Moreno de Tejada; la segunda, inmediatamente después, entre 1798 1800, en nueve volúmenes en 12º con treinta viñetas de Moreno de Tejada más dos de Blas Ametller por dibujos de Francisco Alcántara y Luis Paret.  Es recordado el Catálogo de su librería en el año 1806, que incluía libros en griego, latín, español, francés, italiano, inglés, portugués, alemán y holandés, y la edición de la Flora Peruviana et Chilensis, sive descriptiones et icones plantarum Peruvianarum, et Chilensium secundum systema linnaeanum digestae..., costoso proyecto editorial por el número de sus ilustraciones en color, editado en tres tomos, de 1798 a 1802.